# Zagi M-91
El Zagi M-91 es un subfusil creado en 1991, cuando la disolución de Yugoslavia dejó a Croacia con pocas o ninguna arma para armar a sus militares en tiempos de la Guerra de Independencia de Croacia. Dado que el embargo impidió que el estado recién formado comprara legalmente equipos en el extranjero, no tuvieron más remedio que diseñar nuevas armas localmente. Esta pistola fue producida por LIKAWELD, ahora fábrica de máquinas herramienta en quiebra con sede en Zagreb, también llamada la "Primera fábrica de armas croata", PHTO (Prva Hrvatska Tvornica Oružja).
El nombre del arma probablemente se relaciona con Zagi, la mascota ardilla de la XIV Universiada de Verano que se llevó a cabo en Zagreb en 1987.
El mecanismo del arma se basa en el del subfusil Sten, famosa por su simplicidad de producción. El cargador se basa en el del MP40 de doble hilera y alimentación única. La culata extensible se asemeja a la utilizada en la M3 "Grease Gun". Sin embargo, a diferencia de sus predecesores de la Segunda Guerra Mundial, presenta un recibidor/asa parcialmente de plástico. Las armas eran de calidad desigual y demostraron ser poco fiables, por lo que pronto se interrumpió la producción.
Algunas de estas armas terminaron como ayuda militar en 1992 en Bosnia y Herzegovina luego de que la guerra comenzara allí, y fueron utilizadas por las fuerzas del ejército bosnio, que las necesitaban desesperadamente. Un hecho algo interesante es que copiaron el arma (con algunas pequeñas modificaciones, como usar el receptor inferior de madera en lugar del de plástico original) y la produjeron en la fábrica de Pobjeda en la ciudad de Goražde, llamándola "Bosanski Zagi" (Zagi bosnio), en cantidades muy pequeñas.